# Славик, Ярослав
Ярослав Славик (словац. Jaroslav Slavík, 28 января 1976, Попрад, Прешовский край) — словацкий саночник, выступавший за сборную Словакии с 1990 года по 2006-й. Участник двух зимних Олимпийских игр, обладатель бронзовой медали чемпионата Европы, многократный призёр национального первенства.

## Биография
Ярослав Славик родился 28 января 1976 года в городе Попрад, Прешовский край. Активно заниматься санным спортом начал в возрасте одиннадцати лет, в 1990 году прошёл отбор в национальную сборную и стал принимать участие в различных международных стартах. В сезоне 2000/01 дебютировал на взрослом Кубке мира, заняв в общем зачёте шестнадцатое место, кроме того, впервые поучаствовал в заездах взрослого чемпионата мира, показав на трассе канадского Калгари восемнадцатый результат в мужской одиночной программе и десятый в состязаниях смешанных команд. Благодаря череде удачных выступлений удостоился права защищать честь страны на зимних Олимпийских играх 2002 года в Солт-Лейк-Сити, где впоследствии финишировал шестнадцатым. Помимо всего прочего, на чемпионате Европы в немецком Альтенберге был девятым.
В 2003 году Славик вместе со смешанной словацкой командой занял четвёртое место на европейском первенстве в латвийской Сигулде, пришёл к финишу шестым в одиночной программе, а после завершения всех кубковых этапов расположился в мировом рейтинге сильнейших саночников на двенадцатой строке. На чемпионате мира 2004 года в японском Нагано был пятнадцатым среди одиночек и пятым в состязаниях смешанных команд, тогда как на европейском первенстве в немецком Оберхофе сумел добраться до третьей позиции и получил бронзовую медаль. Мог выиграть ещё одну бронзу в командных соревнованиях, но словаки совсем немного не дотянули до подиума, оставшись четвёртыми. Кубковый цикл окончился тринадцатым местом общего зачёта.
На чемпионате мира 2005 года в американском Парк-Сити Ярослав Славик закрыл десятку лучших в зачёте одиночек и разместился на седьмом месте в командном рейтинге. В Кубке мира, как и в Кубке вызова, добрался до девятой позиции. Через год приехал восьмым на европейском первенстве в немецком Альтенберге и был шестым в командных соревнованиях. Ездил соревноваться на Олимпийские игры 2006 года в Турин, планировал побороться там за медали, но в итоге выступил крайне неудачно — лишь тридцать третье место. Сразу после этого старта Славик принял решение завершить карьеру профессионального спортсмена, уступив место молодым словацким саночникам. Ныне вместе с семьёй проживает в городе Вишне-Гаги, в свободное время любит кататься на мотоцикле, играть в хоккей и слушать музыку.